# Terres-de-Caux
Terres-de-Caux is een gemeente in het Franse departement Seine-Maritime (regio Haute-Normandie). De plaats maakt deel uit van het arrondissement Le Havre.

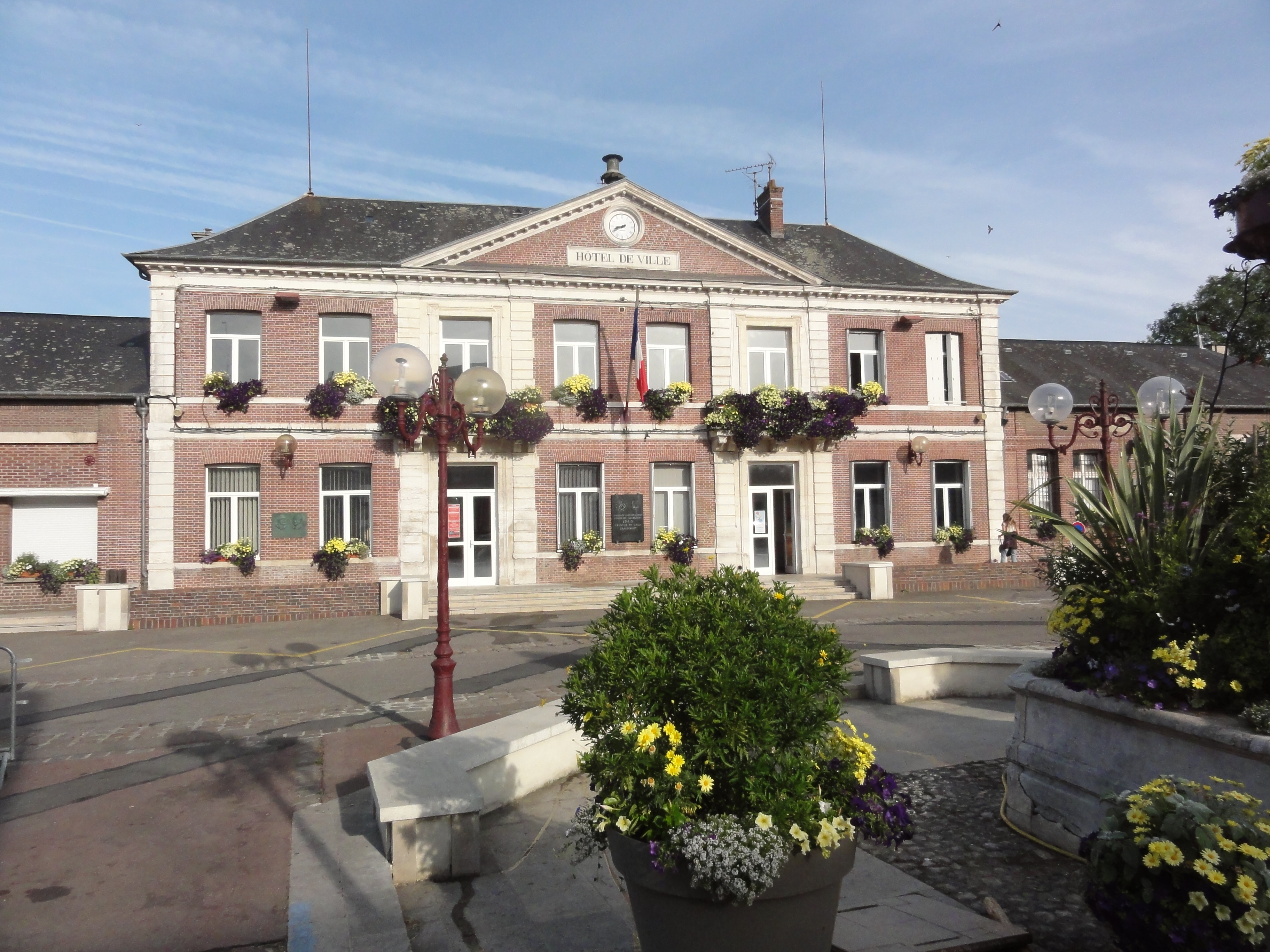
Gemeentehuis

## Geschiedenis
Terres-de-Caux is op 1 januari 2017 ontstaan door de fusie van de gemeenten Auzouville-Auberbosc, Bennetot, Bermonville, Fauville-en-Caux, Ricarville, Saint-Pierre-Lavis en Sainte-Marguerite-sur-Fauville. Fauville-en-Caux werd hoofdplaats van de gemeente.
De gemeentenaam verwijst naar de streek van het Pays de Caux.

## Geografie
De oppervlakte van Terres-de-Caux bedroeg op 1 januari 2022 38,01 vierkante kilometer; de bevolkingsdichtheid was toen 111,7 inwoners per km².
Centraal in de gemeente ligt de grootste kern, Fauville-en-Caux. Daarrond liggen nog de dorpen Auzoville, Bennetot, Bermonville, Ricarville, Saint-Pierre-Lavis en Sainte-Marguerite-sur-Fauville. Daarnaast liggen in de gemeente nog verschillende gehuchten, waaronder Auberbosc, Joyeux, Le Beau Soleil (op de grens met buurgemeente Foucart), Le Bout Joyeux, La Londe, La Chaussée de Saint-Pierre, Le Carouge, Roncherolles en Le Boos.
De onderstaande kaart toont de ligging van Terres-de-Caux met de belangrijkste infrastructuur en aangrenzende gemeenten. 

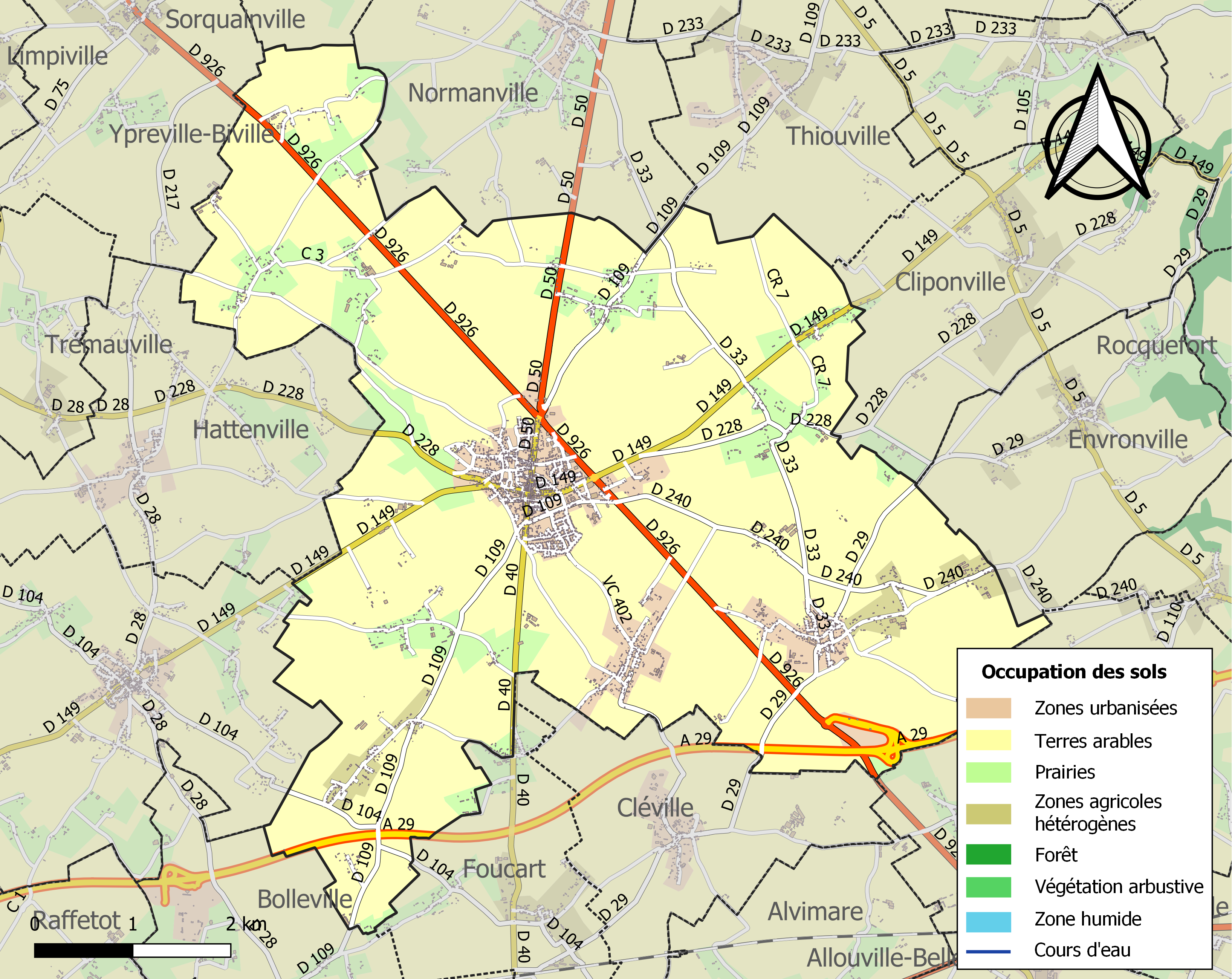

## Verkeer en vervoer
Door het zuiden van de gemeente loopt de autosnelweg A29/E44, die hier een op- en afrit heeft.
Deelgemeenten: Auzouville-Auberbosc · Bennetot · Bermonville · Fauville-en-Caux · Ricarville · Sainte-Marguerite-sur-Fauville · Saint-Pierre-Lavis

Overige plaatsen: Auberbosc · Le Beau Soleil · Le Boos · Le Bout Joyeux · Le Carouge · La Chaussée de Saint-Pierre · Joyeux (Auzouville-Auberbosc · La Londe · Roncherolles